# Dąbrowice (województwo opolskie)
Dąbrowice (dodatkowa nazwa w j. niem. Dombrowitz) – wieś w Polsce, położona w województwie opolskim, w powiecie opolskim, w gminie Chrząstowice.

## Historia
Do głosowania podczas plebiscytu uprawnione były w Dąbrowicach 184 osoby, z czego 166, ok. 90,2%, stanowili mieszkańcy (w tym 166, ok. 90,2% całości, mieszkańcy urodzeni w miejscowości). Oddano 182 głosy (ok. 98,9% uprawnionych), w tym 179 (ok. 98,4%) ważnych; za Niemcami głosowały 134 osoby (ok. 73,6%), a za Polską 45 osób (ok. 24,7%). 15 czerwca 1936 r. w miejsce nazwy Dombrowitz wprowadzono nazwę Eichgrund/Oberschlesien. 9 września 1947 r. nadano miejscowości polską nazwę Dąbrowice.

## Demografia
| Rok                | 1933 | 1939 | 2009 |
| Liczba mieszkańców | 272  | 294  | 223  |

(Źródła:.)